# Carlos Bes y Tallada
Carlos Bes y Tallada (Tortosa, 12 de agosto de 1856-¿?) fue un abogado y periodista español.
Fue presidente del Círculo de Artesanos de su localidad natal. Escribió gran número de artículos en varios periódicos de Madrid, Zaragoza y Barcelona. Asimismo, publicó en Tortosa en el folletín de un diario un estudio titulado «El Divorcio, histórico, jurídico y filosóficamente considerado». En 1885 fundó el diario político La Voz del Progreso.